# Irish League 1907-1908
L'Irish League 1907-1908 è stata la 18ª edizione della prima divisione del campionato nordirlandese di calcio.
Il campionato era formato da otto squadre e il Linfield vinse il titolo. non vi furono retrocessioni.

## Classifica finale
| Pos. | Squadra        | G  | V  | N | P  | GF | GS | Punti |
| ---- | -------------- | -- | -- | - | -- | -- | -- | ----- |
| 1    | Linfield       | 14 | 10 | 2 | 2  | 31 | 15 | 22    |
| 2    | Cliftonville   | 14 | 6  | 5 | 3  | 22 | 16 | 17    |
| 2    | Glentoran      | 14 | 7  | 3 | 4  | 27 | 23 | 17    |
| 4    | Distillery     | 14 | 6  | 2 | 6  | 21 | 21 | 14    |
| 4    | Shelbourne     | 14 | 6  | 2 | 6  | 22 | 17 | 14    |
| 6    | Belfast Celtic | 14 | 6  | 1 | 7  | 21 | 20 | 13    |
| 7    | Derry Celtic   | 14 | 4  | 1 | 9  | 16 | 30 | 9     |
| 8    | Bohemians      | 14 | 2  | 2 | 10 | 13 | 31 | 6     |

G = Partite giocate; V = Vittorie; N = Nulle/Pareggi; P = Perse; GF = Goal fatti; GS = Goal subiti; 